# Henry Bedford-Jones

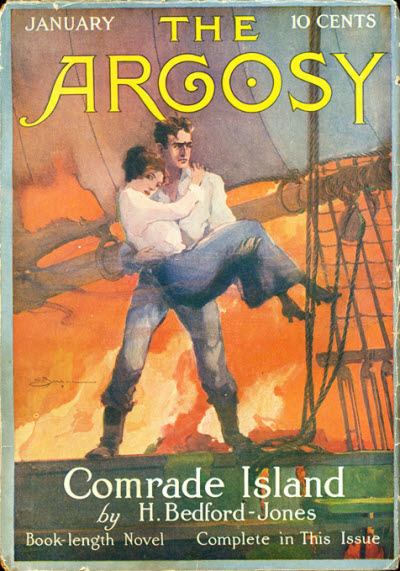
Okładka magazynu The Argosy, styczeń 1916.

Henry James O'Brien Bedford-Jones (ur. 29 kwietnia 1887, zm. 6 maja 1949) – kanadyjski dziennikarz i pisarz. Autor powieści kryminalnych, przygodowych i westernów. Od 1908 roku obywatel USA. 

## Publikacje
- Blood Royal (1914)
- The Seal of John Solomon (1915)
- Gentleman of Solomon (1915)
- Solomon's Carpet (1915)
- Solomon's Quest (1915)
- John Solomon (1916)
- John Solomon, Retired (1917)
- Sword Flame (1918)
- Arizona Argonauts (1920)
- Pirates' Gold (1920)
- The Temple of the Ten
- The Shadow (1922)
- John Solomon, Supercargo (1924)
- The Seal of Solomon (1924)
- Splendour of the Gods (1924)
- The Star Woman (1924)
- John Solomon, Incognito (1925)
- The Shawl of Solomon (1925)
- Solomon's Carpet (1926)
- Solomon's Quest (1926)
- D'Artagnan (1928)
- The Wizard of Atlas (1928)
- The Opium Ship (2005)
- The House of Skulls and other Tales from the Pulps (2006)
- The Golden Goshawk (2009)
- The Master of Dragons (2011)
- The Rajah from Hell (2012)
- The Saga of Thady Shea (2013)
- Wilderness Trail (2013)